# Ribnica (reka)
Ribnica (tudi Ribniščica) izvira v dveh kraških izvirih pod Veliko goro, nedaleč od naselja Zadolje. Izvir je tipičen kraški obrh, kjer so si vode izdolble pot ob prelomu apnenca in dolomita. Po vlažni travnati ravnini se vije v velikih vijugah. Kjer je kraški relief, nekaj Ribnice postopoma ponika pri Goriči vasi, ob visokih vodah pa reka podaljša svoj tok in teče naprej po fosilni strugi čez ribniško polje. Reka je v preteklosti poplavila veliko naselij na ribniškem polju (Dolenja vas, Prigorica, Ribnica...), zato so leta 1986 zgradili velik jez. Ob poplavah zalije voda prb. 5 kvadratnih kilometrov za jezom na območju mestnega predela Ugarja daleč po strugi reke Ribnice in Sajevca. Za jez se ujame voda iz 2 močnih obrhov (izvir reke Ribnice), iz Sajevca, iz kraškega izvira Globočec in razbremenilnega kanala iz reke Bistrice. Večina vode ponikne v jamah pri kapelici sv. Marjete. Ob višjih vodah pa se potem zlivajo v Rinžo. Ostali del pa se podzemsko prelije v Krko. To imenujemo bifurkacija.
Maksimalni pretok je bil zmerjen 1982, ta je 292 m3/s. V pobudo teh poplav je bil zgrajen zadrževalnik.
Od ribjega bogastva, po katerem ima reka ime, v njej prevladujejo kleni, ščuke, rdečeoke, postrvi, linji, ostriži in krapi.